# Rock na Bagnie
Rock na Bagnie – festiwal rockowy organizowany na Podlasiu od 2010. Pierwsze dwie edycje odbyły się w Strękowej Górze. Od 2013 - po rocznej przerwie - jego lokalizacją jest Goniądz. 
W latach 2010–2023 podczas 13 edycji festiwalu wystąpiło na nim blisko 300 zespołów polskich i zagranicznych - wśród nich klasyczne punk-rockowe angielskie grupy jak Peter and the Test Tube Babies, UK Subs, Cockney Rejects czy G.B.H.
Festiwal od 2011 roku odbywa się pod patronatem kampanii społecznej „Muzyka Przeciwko Rasizmowi” Stowarzyszenia Nigdy Więcej.